# Лорийско плато
Лорийското плато или Лорийска равнина, Лорийская котловина ({на арменски: Լոռվա սարահարթ — плато Лорва; на руски: Лорийское плато) е платообразна равнина, разположена в северната част на Арменската планинска земя, по границата с Малък Кавказ, в северната част на Армения.
Простира се на около 50 km от север-северозапад на юг-югоизток между хребетите Джавахетския на запад, Сомхетски на север и североизток и Базумски на юг на височина от 1000 до 1800 m. Ширина 20 – 30 km. Отводнява се от река Дзорагет (ляв приток на Дебед, от басейна на Кура) и нейните малки притоци. Има планинско-степен ландшафт. Голяма част са обработваеми земи заети с насаждения на зърнени култури, захарно цвекло и тютюн. Център на района е град Ташир (бивш Калинино), а в крайната югоизточна част е разположен град Степанаван.

## Топографска карта
- К-38-XХVІІ М 1:200000[2]